# Mesoglossum
Mesoglossum é um género botânico pertencente à família das orquídeas (Orchidaceae).